# Орша-Центральная
О́рша-Центра́льная (бел. Орша-Цэнтральная) — узловая станция Минского отделения Белорусской железной дороги в городе Орша Витебской области Республики Беларусь. Крупнейший транспортно-логистический и пассажирский комплекс Белоруссии. Открыта для регулярного пассажирского движения 16 (28) октября 1871 года на Московско-Брестской железной дороге.
Центральная станция Оршанского железнодорожного узла, расположена на пересечении важнейших транспортных магистралей.

## Описание
Главная железнодорожная станция Оршанской дистанции Минского отделения Белорусской железной дороги. Имеет сложное и разветвлённое путевое развитие, состоящее более чем из 40 путей различной протяжённости и назначения, оснащена современным компьютеризированным комплексом управления СЦБ.
В границах станции расположено большое количество технических, вспомогательных построек и главное здание железнодорожного вокзала, построенное в 1912 году по проекту русского инженера и архитектора Ивана Струкова, известного как автора реализованных проектов Александровского вокзала, управления Московско-Брестской железной дороги, станции Кунцево, Тверского путепровода и других зданий и сооружений в Москве и России.
В двухэтажном здании вокзала имеются залы ожидания, в том числе повышенной комфортности с детскими уголками, отделение банка, гостиница, кафе и ресторан. Просторные холлы оснащены современными справочно-информационными системами и банкоматами. Установлено несколько торговых павильонов по продаже сувениров, печатной продукции и детских игрушек.
Островные пассажирские платформы связывают с городом высокий и низкие пешеходные переходы с металлическими настилами.
По объёму маневровой работы станция является одной из самых загруженных Минского отделении БЧ. Ежесуточно обслуживается большое количество составов поездов дальнего следования, вагоны беспересадочного сообщения, пригородные поезда.
Электрифицирована переменным (~25кВ) током в 1979 году вместе с участком до станции Красное Московской железной дороги.

## История
Во второй половине XIX века Министерством путей сообщения Российской империи было организовало масштабное строительство новых железнодорожных линий, связывающих центральные районы России с западными губерниями и портами Балтийского моря. Помимо Риго-Орловской, Либаво-Роменской и Полесских железных дорог, по своему значению и протяжённости выделялся проект по сооружению Московско-Брестской магистрали.
Изначально предполагалось, что железная дорога от Бреста должна была проходить в обход Орши и Смоленска. По одному из проектов ветку предполагалось провести через Могилёв и Горки и далее на соединение с Орловско-Витебской железной дорогой, однако вскоре от этого плана отказались ввиду труднопроходимых болотистых участков на предполагаемом маршруте. Проведённые по указанию министра путей сообщения, инженер-генерала П. П. Мельникова изыскания показали, что существенно дешевле и быстрее строить дорогу по кратчайшему пути через Оршу и Смоленск.
Возведение железной дороги от Бреста до Смоленска продвигалось достаточно быстро. 24 сентября (6 октября) 1870 года открылось пробное рабочее движение. В 6 часов вечера в Минск прибыли поезда из Орши и Бреста. Открытие дороги для постоянной эксплуатации было назначено на конец ноября 1871 года.
Торжественное открытие железнодорожного вокзала в Орше, приуроченное к началу регулярного пассажирского движения, состоялось 16 (28) октября 1871 года. Первое здание вокзала было построено деревянным. В 1912 году на месте старого вокзала было построено новое здание — бетонное, по проекту московского архитектора И. И. Струкова. Здание выделялось оригинальными четырёхгранными колоннами с зубчатым парапетом.
К 1879 году были уложены вторые пути от Москвы до Кубинки и от Смоленска до Бреста, а к середине 1892 года железная дорога на всем протяжении от Москвы до Бреста стала двухпутной.
В мае 1912 года по случаю 100-летнего юбилея Отечественной войны 1812 года Московско-Брестская дорога переименована в честь императора Александра I в Александровскую.
С началом Первой мировой войны станция Орша стала одним из главных транспортных узлов для пропуска и формирования воинских и санитарных эшелонов всего Западного фронта Российской империи, штаб которого находился в Минске.
29 июня (12 июля) 1915 года в Орше было открыто отделение Татьянинского комитета, созданного по инициативе великой княгини Татьяны Николаевны Романовой. С 1915 по 1917 годы в здании вокзала работало специальное бюро, обслуживающее беженцев и перемещённых лиц без документов. При станции были построены два больших барака на 300 человек, больница на 10 коек, пункт питания, баня и прачечная.
В отчете о работе Александровской железной дороги за 1916 год отмечалось: «Работа дороги в 1916 году протекала в обстановке военного времени, в условиях срочного и напряженного движения, превосходившего временами все наибольшие задания и предположения». В 1915 — 1917 годах Министерством путей сообщения предпринимались экстренные меры, связанные с усилением пропускной и провозной способностей железных дорог, повышением их эксплуатационных возможностей. Штат инженерно-технического и обслуживающего персонала дороги постоянно увеличивали за счёт резервистов и вольноопределяющихся.
После подписания большевиками Брестского мира, весной 1918 года Орша была частично оккупирована германскими войсками. Демаркационная линия (линия разграничения) проходила по оси железнодорожной станции. Недалеко от вокзала был обустроен пропускной фильтрационный пункт и лагерь для перемещённых лиц.
К 1939 году пассажиропоток через станцию значительно увеличился, возникла необходимость в расширении станции и здания вокзала. Был разработан проект достройки вокзала и путевого развития железнодорожной станции. За несколько предвоенных лет удалось завершить некоторые работы.
С первых дней Великой Отечественной войны город и станция подвергались постоянным бомбардировкам вражеской авиации, здание вокзала было частично разрушено. Орша была занята немецкими войсками 14 июля 1941 года. Оккупанты частично восстановили путевое хозяйство и здание вокзала, превратив железнодорожную станцию в крупный распределительный пункт с эшелонированной противовоздушной обороной.
В 1941 — 1942 годах на станции действовала подпольно-диверсионная группа Константина Заслонова, работавшего перед войной начальником паровозного депо Орша. Подпольщики, применяя «угольные мины», замаскированные под каменный уголь, за три месяца вывели из строя 93 немецких паровоза.
Станция и город были освобождены от врага 27 июня 1944 года в ходе Витебско-Оршанской наступательной операции, успешно проведённой войсками 3-го Белорусского и 1-го Прибалтийского фронтов. Уже через трое суток, 1 июля 1944 года между Москвой и Оршей было открыто регулярное движение поездов.
После освобождения началось полное восстановление здания вокзала согласно первоначальному проекту. В декабре 1947 года вокзал был полностью восстановлен. По предложению архитектора Н. И. Туманской были внесены изменения в его архитектурно-художественное оформление..
С 2002 по 2004 годы проводились работы по капитальному ремонту и реконструкция вокзала. Была выполнена внутренняя перепланировка и благоустройство территории.
В 2007 году постановлением Совета Министров Республики Беларусь здание Оршанского железнодорожного вокзала наделено статусом историко-культурной ценности.
- Деревянное здание станции (1890-е годы)
- Каменное здание вокзала (1914)
- Демаркационная линия и изоляционно-пропускной пункт (1918)
- Станция Орша во времена немецкой оккупации (1942)
- Памятник паровозу П36 на станции

## Объекты историко-культурного наследия
В 1947 году по решению исполкома Оршанского горсовета останки Героя Советского Союза К. С. Заслонова и его адъютанта Е. В. Корженя были перезахоронены из деревни Куповать в сквер у вокзала с восточной стороны. На могиле установили мраморную плиту с надписью:

Герой Советского Союза командир Оршанской партизанской бригады Заслонов Константин Сергеевич 1910 г. — 1942 г. и адъютант командира бригады Коржень Е. В. 1924 г. — 1942 г.
В 1955 году рядом с могилой воздвигнут памятник Константину Заслонову работы Сергея Селиханова. Захоронение и памятник внесены в Государственный список историко-культурных ценностей Республики Беларусь.
В 1984 году рядом с мемориалом памяти Заслонова был установлен первый в СССР памятник паровозу П36. Им стал локомотив П36-0111, который перевезли с базы запаса на станции Славное Белорусской железной дороги. Благодаря реставрации перед установкой и постоянному уходу оригинальный внешний вид паровоза сохранился до наших дней.

## Пассажирское движение
Ежесуточно на станции обрабатывается не менее 15-20 пар пассажирских международных, региональных и межрегиональных поездов, скоростные поезда «Ласточка», ДП3, беспересадочные вагоны. Имеется прямое железнодорожное сообщение с Минском, Брестом, Москвой, Калининградом, Санкт-Петербургом, Смоленском и другими городами и посёлками Белоруссии и России. Региональные и межрегиональные поезда регулярно отправляются из Орши в Минск, Осиновку, Могилёв, Витебск, Полоцк, Кричев, Лепель и другие.

### Основные направления
| Страна     | Пункт назначения                                                                                      |
| ---------- | --- |
| Белоруссия | Минск, Барановичи, Борисов, Брест, Витебск, Гродно, Гомель, Кричев, Лепель, Могилёв, Осиновка, Полоцк |
| Россия     | Москва, Калининград, Санкт-Петербург, Смоленск, Мурманск                                              |

## Комментарии
1. ↑  Ныне Белорусский вокзал в Москве.
2. ↑  Полевое управление фронта образовано в августе 1915 года на базе полевого управления Северо-Западного фронта. На конец 1917 года штаб фронта находился в Минске. Ликвидирован в начале 1918 года.